# إدوارد لودفيغ (مهندس معماري)
إدوارد لودفيغ (بالألمانية: Eduard Ludwig)‏ هو مهندس معماري ألماني، ولد في 24 نوفمبر 1906 في مولهاوزن في ألمانيا، وتوفي في 28 ديسمبر 1960 في برلين في ألمانيا بسبب حادث مرور.